# 小行星1928
小行星1928（1928 Summa）是一颗围绕太阳公转的小行星。1938年9月21日，爾約·維薩拉在图尔库发现了此天体。
該小行星以1939/40年冬季戰爭期間發生蘇瑪戰役的芬蘭村莊蘇瑪（Summa）命名。
这颗小行星的绝对星等为157.58540等。